# DR Soft
DR Soft är en dansk radiokanal från DR. Kanalen lanserades i samband med DR:s satsning på DAB i oktober 2002 och började sända webbradio under 2003.
Kanalen sänder enbart popmusik av typen ballader och dylikt. DR säger att "25 procent av den spelade musiken är dansk" och att DR Soft har "mer variation och färre omtagningar än kommersiella och utländska stationer".
I augusti 2005 började Danmarks kommersiella kanaler Sky Radio och Radio 100 FM vilket gjorde att DR var fick stänga några kanaler. Den 31 december 2005 slutade även DR Soft att sända och ersattes av en blandning av DR:s webradiokanaler. Beslutet att stänga kanalen ledde till protester från de som lyssnat till kanalen. Därför valde DR:s ledning några dagar senare att återuppta sändningarna igen tills "en ny kanal lanseras under våren".